# عري (فن)

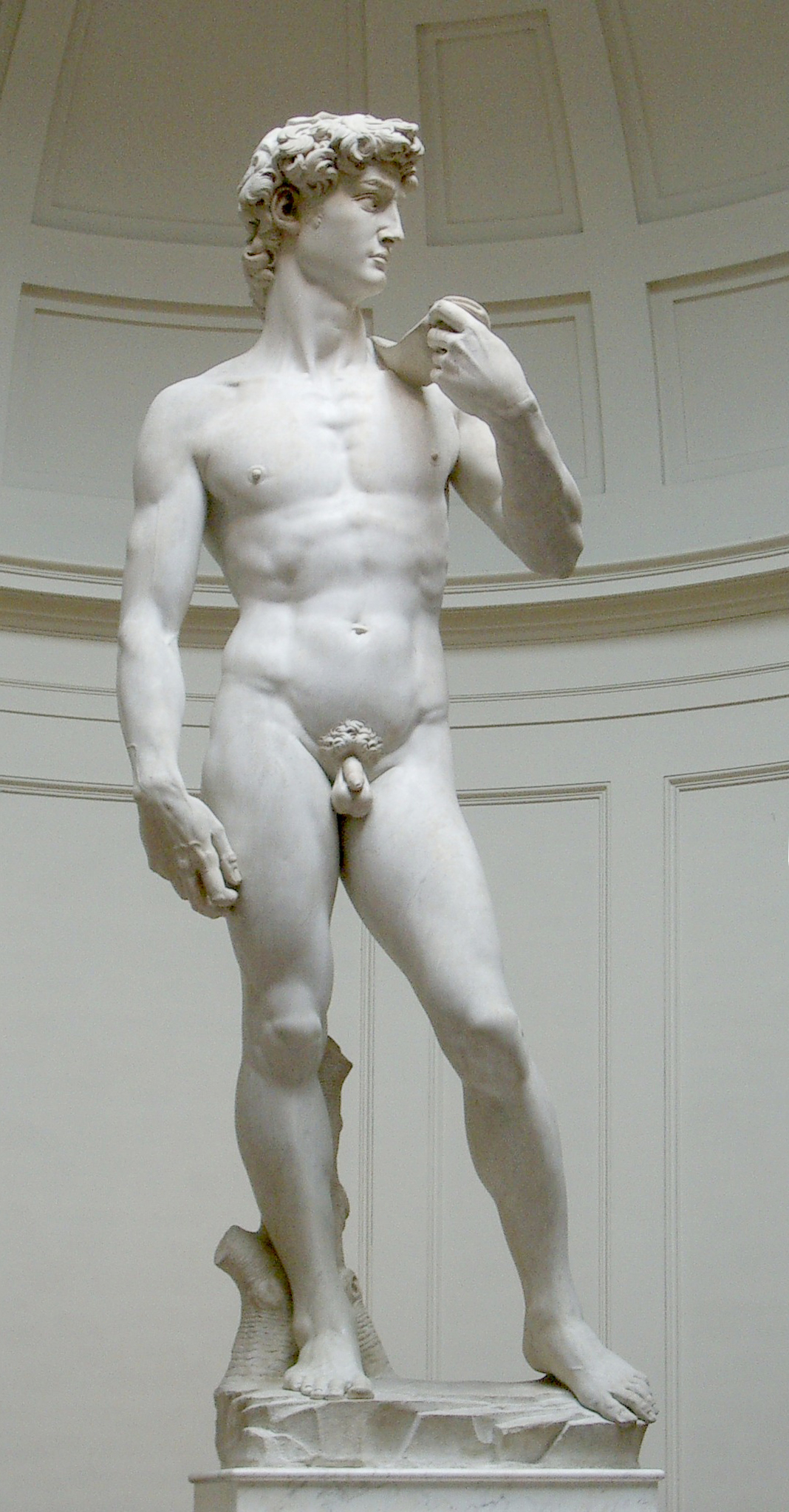
تمثال داود لميكيلانجيلو.

العري : هو شكل من أشكال الفن المرئي الذي يركز على الشكل البشري العاري وهو تقليد راسخ في الفن الغربي. كان الفن العاري هو الشغل الشاغل للفن اليوناني القديم ، وبعد فترة شبه نائمة في العصور الوسطى عاد إلى مركزه مع عصر النهضة. غالباً ما تلعب الشخصيات العارية دوراً في الأنواع الأخرى من الفنون مثل الرسم التاريخي والديني، البورتريه أو الفنون الزخرفية.